# フレッド・ジョーンズ
フレッド・ジョーンズ（Frederick Terrell Jones、1979年3月11日 - ）は、アメリカ合衆国アーカンソー州出身の元バスケットボール選手。NBAのインディアナ・ペイサーズなどで活躍した。身長188cm。体重102kg。ポジションはシューティングガード。

## 大学時代
オレゴン大学で4年間プレー。現NBAプレイヤーのルーク・リドナーやルーク・ジャクソンらと共に活躍。同大学の総得点、アシストなど10部門で歴代トップ10入りを果たしている。

## NBA
2002年のNBAドラフトで1順目14位指名をインディアナ・ペイサーズから受けNBA入り。1年目は19試合出場、平均1.2得点という成績に終わった。しかし彼は2シーズン目となった翌2003-2004シーズンには81試合に出場を果たした他、オールスターウィークエンドに行われるNBAオールスター・スラムダンクコンテストで大会史上初の3連覇を狙うジェイソン・リチャードソンを破り見事チャンピオンに輝いた。2004-2005シーズンにはキャリア最高となる平均10.6得点、3.1リバウンド、2.5アシストを記録した。
2005-2006シーズン終了後、先発の座を狙いトロント・ラプターズに移籍。しかし、アンソニー・パーカーとの先発争いに敗れベンチ要員となる。シーズン途中にホアン・ディクソンとのトレードでポートランド・トレイルブレイザーズに移籍。ブレイザーズでは更に出場時間が限られるなど厳しいシーズンとなった。2006-2007シーズン終了後、ザック・ランドルフ、スティーブ・フランシス等が関わった大型トレードでニックスに移籍している。

## プレイスタイル
NBA選手にしては小柄な185cmだが、ポイントガードとしてゲームをコントロールすることは少ない。抜群のジャンプ力を生かしたダンクが最大の持ち味である。ファーストブレイク時にはチームの先頭を走り、試合中でも豪快なダンクを見せることも多い。